# Glyptodon
Glyptodon (từ tiếng Hy Lạp có nghĩa là "răng có rãnh hoặc chạm khắc": γλυπγλυ "được điêu khắc" và ὀδοντ-, ὀδούς, "dăng") là một chi của các loài động vật có vú lớn, được bọc thép của họ Glyptodontinae (glyptodonts or glyptodontines) - sống trong thời đại Pleistocene sớm. Nó có kích thước và trọng lượng tương đương với một chiếc Volkswagen Beetle, mặc dù có hình dạng phẳng hơn. Với vỏ tròn, xương xẩu và tứ chi, nó trông rất giống một con rùa và những con khủng long ankylosaurus xuất hiện trước đó - cung cấp một ví dụ về sự tiến hóa hội tụ của các dòng dõi không liên quan thành các dạng tương tự. Vào năm 2016, một phân tích của Doedicurus mtDNA đã tìm thấy, trên thực tế, được lồng trong các đội quân hiện đại với tư cách là nhóm chị em của một nhánh bao gồm Chlamyphorinae và Tolypeutes.. Vì lý do này, glyptodonts và tất cả armadillos nhưng Dasypus đã được chuyển đến một gia đình mới, Chlamyphoridae và glyptodonts đã bị hạ bệ từ phân họ cũ Glyptodontidae sang một phân họ mới.

## Phát hiện
Mặc dù Darwin được cho là đã tìm thấy hóa thạch glyptodontines đầu tiên (phân họ), nhưng lần đầu tiên đề cập đến chi Glyptodon ở châu Âu là vào năm 1823, từ phiên bản đầu tiên của "Ossemens Fossiles" của Cuvier. Glyptodon sau đó chưa được đặt tên đã được đề cập ngắn gọn trong một lá thư từ Dámaso Antonio Larrañaga. Anh ta đã tìm thấy "một cái xương đùi... Nó nặng khoảng bảy pounds, và có thể rộng sáu hoặc tám inch", cũng như một phần của cái đuôi. Vào thời điểm đó, phát hiện được cho là thuộc về Megatherium, một loại con lười trên mặt đất khổng lồ. Một người đàn ông tên Sellow đã tìm thấy một số tấm carapace trong đất sét sâu ba feet ở Uruguay bốn năm sau đó. Phát hiện đó chỉ khiến các giáo sư càng chắc chắn hơn rằng những khám phá là của Megatherium, vì xương của con lười khổng lồ thời tiền sử này thường được tìm thấy trong điều kiện tương tự và Cuvier đã nói rằng chi này đã bị phá hủy.
Một số người tin rằng bộ giáp giống như của armadillo hiện đại, nhưng ý kiến phổ biến là lý thuyết Megatherium. Mãi đến khi Giáo sư E. D'Alton viết hồi ký cho Học viện Berlin vào năm 1833, so sánh những điểm tương đồng cực đoan của những hóa thạch bí ẩn này với armadillo, thế giới khoa học mới nghiêm túc xem xét rằng những mảnh xương và mảnh xương có thể thuộc về đến một số phiên bản tiền sử của Dasypus. D'Alton nói rằng "Tất cả các đặc thù của [Dasypus] trước đây có thể song song với [mảnh hóa thạch] sau" Ông kết luận rằng hóa thạch thuộc về một số phiên bản tiền sử của một armadillo. Tuy nhiên, vì một bộ xương đầy đủ không có sẵn tại thời điểm đó, ông nói rằng ý tưởng của ông không được kết luận. Sự không chắc chắn này trong hóa thạch vẫn còn tiếp diễn cho đến khi Tiến sĩ Lund xác định hài cốt là một chi mới trong hồi ký năm 1837 của ông.